# 2702 Batrakov
2702 Batrakov eller 1978 SZ2 är en asteroid i huvudbältet som upptäcktes den 26 september 1978 av den sovjetisk-ryska astronomen Ljudmila Zjuravljova vid Krims astrofysiska observatorium på Krim. Den har fått sitt namn efter den rysk-sovjetiske astronomen Jurij Batrakov.
Asteroiden har en diameter på ungefär tjugofyra kilometer och tillhör asteroidgruppen Cybele.